# دان آمندولیا
دان آمندولیا (انگلیسی: Don Amendolia؛ زادهٔ ۱ فوریهٔ ۱۹۴۵) هنرپیشه اهل ایالات متحده آمریکا است.
از فیلم‌ها یا مجموعه‌های تلویزیونی که وی در آن نقش داشته‌است، می‌توان به امید رایان، چیرز، جهان وین، بی‌باک، اد وود، راه رفتن روی ابرها، ساینفلد، شب‌های عیاشی، گزاف‌گویی و توئین پیکس اشاره کرد.